# Kamień (gmina w powiecie puławskim)
Kamień (lub Kamień Puławski; od 1973 Łaziska) – dawna gmina wiejska istniejąca do 1954 roku w woj. lubelskim. Siedzibą władz gminy był Kamień.
W okresie powojennym gmina należała do powiatu puławskiego w woj. lubelskim. 1 kwietnia 1927 kolonię Ostrów i kolonię Kaliszany cz. III wyłączono z gminy Kamień, włączając je do gminy Pawłowice w powiecie iłżeckim w woj. kieleckim
9 czerwca 1947 roku z gminy Kamień wyłączono część obszaru (gromada Kępa Piotrowińska Kolonia i kolonia Herliczko), którą przyłączono do gminy Pawłowice w powiecie iłżeckim w woj. kieleckim. Według stanu z dnia 1 lipca 1952 roku gmina składała się z 19 gromad.
Gmina została zniesiona 29 września 1954 roku wraz z reformą wprowadzającą gromady w miejsce gmin. Jednostki nie przywrócono 1 stycznia 1973 roku po reaktywowaniu gmin, utworzono natomiast jej terytorialny odpowiednik, gminę Łaziska.